# Туркули (станція)
Турку́ли — проміжна залізнична станція 5-го класу Херсонської дирекції Одеської залізниці на неелектрифікованій лінії Апостолове — Снігурівка між станцією Калініндорф (10 км) та зупинним пунктом Євгенівка (6 км). Розташована в селі Павло-Мар'янівка Баштанського району Миколаївської області.

## Історія
Станція відкрита у 1925 році, в ході будівництва залізничної лінії  Апостолове — Снігурівка.

## Пасажирське сполучення
З початку повномасштабного російського вторгнення в Україну (з 2022) тимчасово не курсували приміські поїзди сполученням Миколаїв — Херсон — Апостолове. З 13 листопада 2024 року відновлено рух приміських поїздів сполученням Миколаїв — Апостолове. На станції Апостолове існує узгоджена пересадка на приміський поїзд сполученням Апостолове — Дніпро та зворотно. Також на станції зупиняються приміські поїзди сполученням Миколаїв — Біла Криниця.